# Malpartida de Corneja
Malpartida de Corneja ist ein westspanischer Ort und eine Gemeinde (municipio) mit nur noch 91 Einwohnern (Stand: 2024) in der Provinz Ávila in der Autonomen Gemeinschaft Kastilien-León.

## Lage und Klima
Der Ort Malpartida de Corneja liegt in einer fruchtbaren Talsenke etwa 3 km nördlich des Río Corneja in der Sierra de Gredos in einer Höhe von ca. 1040 m. Die Provinzhauptstadt Ávila ist knapp 67 km (Fahrtstrecke) in nordöstlicher Richtung entfernt; die Stadt Salamanca ist gut 60 km in nordwestlicher Richtung entfernt. Der sehenswerte Nachbarort Piedrahíta liegt nur etwa 7 km südlich. Das Klima im Winter ist oft rau, im Sommer dagegen meist gemäßigt und warm; der eher spärliche Regen (ca. 460 mm/Jahr) fällt überwiegend im Winterhalbjahr.

## Bevölkerungsentwicklung
| Jahr      | 1857 | 1900 | 1950 | 2000 | 2018 |
| Einwohner | 421  | 586  | 552  | 205  | 102  |

Infolge der Mechanisierung der Landwirtschaft sowie der Aufgabe von bäuerlichen Kleinbetrieben ist die Einwohnerzahl der Gemeinde seit der Mitte des 20. Jahrhunderts auf den derzeitigen Tiefststand zurückgegangen.

## Wirtschaft
Die Landwirtschaft, vor allem die Viehzucht, spielt traditionell die größte Rolle im Wirtschaftsleben der kleinen Berggemeinde. Einnahmen aus dem Tourismus in Form der Vermietung von Ferienwohnungen (casas rurales) sind in den letzten Jahrzehnten hinzugekommen.

## Geschichte

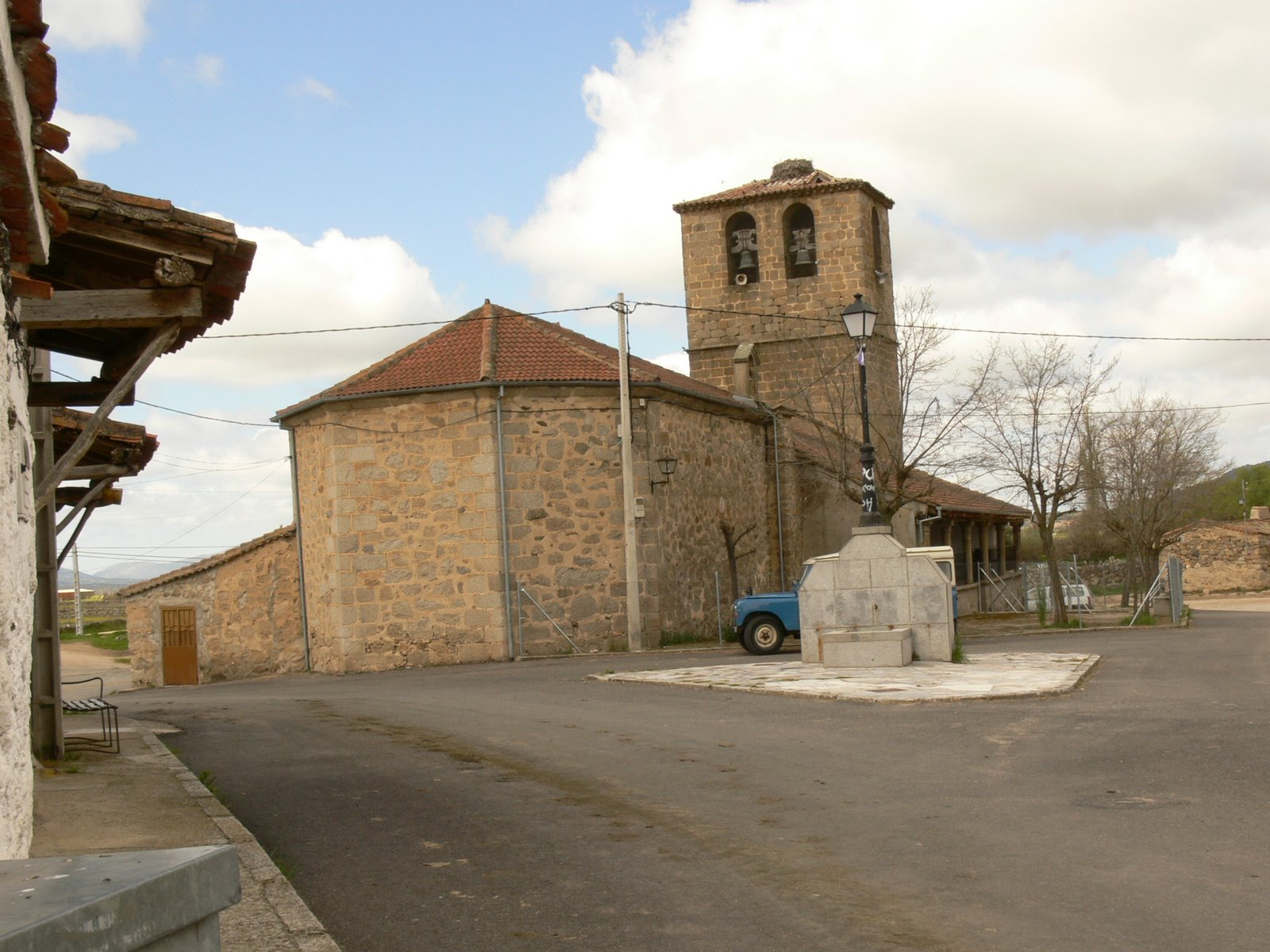
Dorfkirche

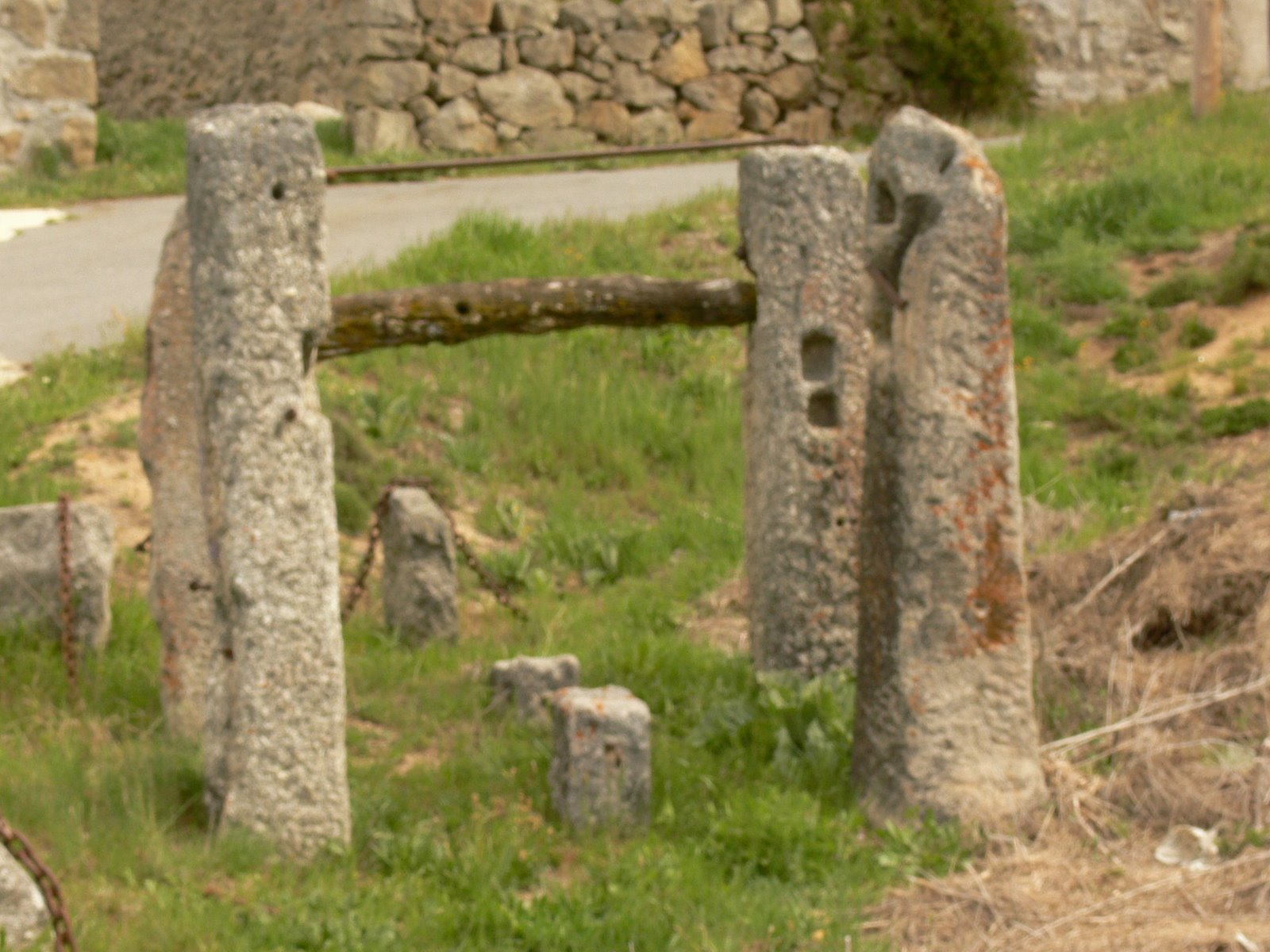
Beschlagvorrichtung (potro de herrar)

Zur Geschichte des kleinen Ortes liegen kaum Informationen vor; in der Nähe der ehemaligen Einsiedlerkirche San Ildefonso wurden Fundamente aus römischer Zeit entdeckt.

## Sehenswürdigkeiten
- Die einschiffige Pfarrkirche Santo Tomás Apóstol des Dorfes stammt aus dem 16./17. Jahrhundert. Die polygonal gebrochene Apsis ist fensterlos; die Kirche wird von einem schmucklosen Glockenturm überragt. Im Innern birgt sie zwei barocke Altarretabel, davon stammt eines aus der verschwundenen Einsiedlerkapelle San Ildefonso.
- In den Außenbezirken des Ortes hat sich noch ein Klauenstand (potro de herrar) erhalten, wie er früher in vielen Dörfern Europas zu sehen war. Hier wurden die Zugtiere (zumeist Ochsen) vor dem Beschlagen oder der Klauenpflege mit Seilen oder Gurten fixiert; auch die Hufpflege von Kühen ging manchmal hier vonstatten. Ein ähnlicher Beschlagstand findet sich im Nachbarort Villar de Corneja.